# Carole Howald
Carole Howald (* 29. März 1993 in Langenthal) ist eine Schweizer Curlerin. Derzeit spielt sie als Second im Team von Silvana Tirinzoni.

## Karriere
Howald spielte erstmals international bei der Mixed-Europameisterschaft 2013 als Third im Schweizer Team von Marc Pfister. Bei der Weltmeisterschaft 2014 gewann sie als Ersatzspielerin der Schweizer Mannschaft von Binia Feltscher-Beeli die Goldmedaille. Im darauffolgenden Jahr war sie wieder als Ersatzspielerin dabei, diesmal unter der Führung von Alina Pätz; erneut gewannen die Schweizerinnen die Goldmedaille. Bei der Weltmeisterschaft 2016 spielte sie wieder als Ersatzspielerin im von Feltscher-Beeli geführten Team und gewann ihre dritte Goldmedaille. 
Die Position der Ersatzspielerin hatte sie auch bei der Europameisterschaft 2014 inne; auch hier gewann sie Gold. Bei ihrer zweiten Europameisterschaft 2016 kam sie auf den sechsten Platz.
Howald spielte danach als Lead im Team Feltscher-Beeli. Auf dieser Position kam sie zum ersten Mal bei der Weltmeisterschaft 2018 zum Einsatz, bei der die Schweizerinnen Achte wurden. Ab der Saison 2018/19 übernahm sie im personell veränderten Team Feltscher-Beeli die Position des Third. Auf dieser Position spielte sie ab der Saison 2020/21 auch im neu formierten Team Schori. Auf die Saison 2022/23 wechselte sie ins Team Tirinzoni. Dieses holte sich 2023 den Weltmeistertitel und gewann dabei sämtliche Spiele. Im November 2023 gewann das Team auch den Europameistertitel, den es 2024 verteidigen konnte.